# Flachboot

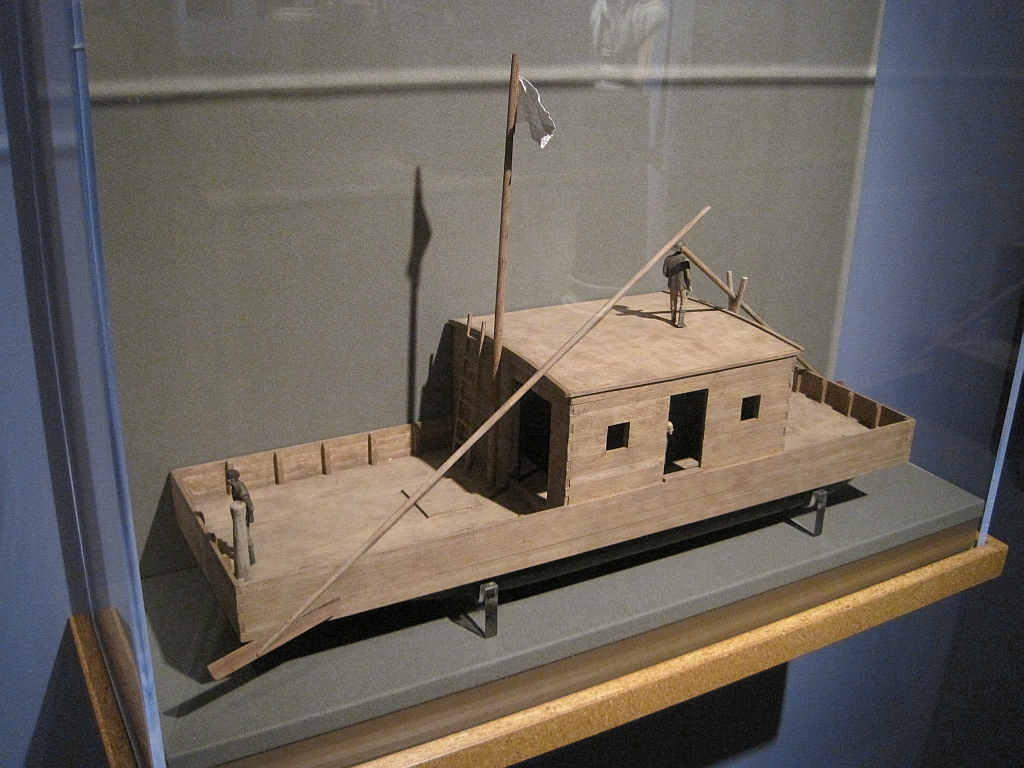
Mississippi-Flachboot

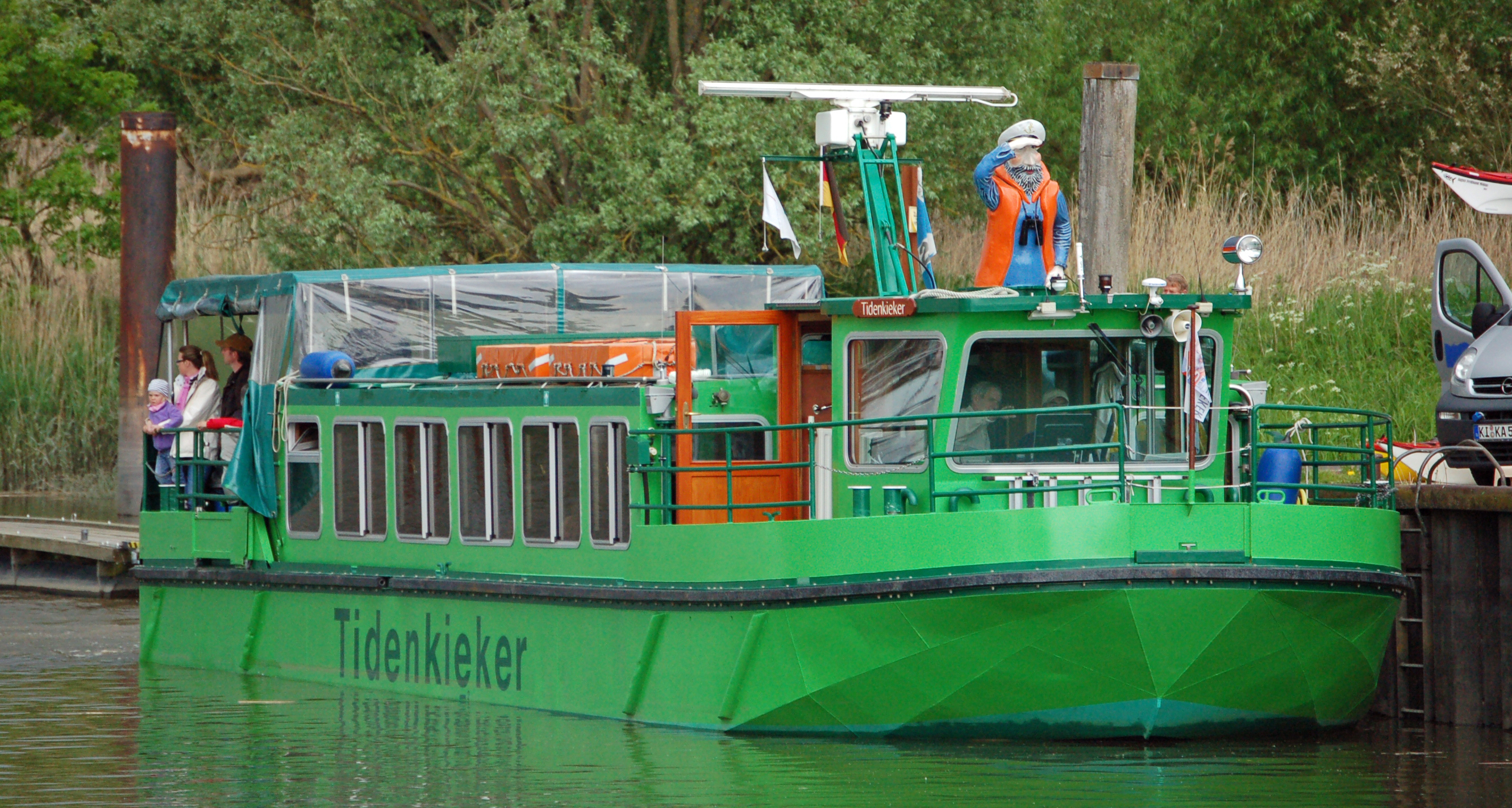
Flachboot mit 50 cm Tiefgang (beladen)

Ein Flachboot ist ein Bootstyp, der statt eines Kiels einen flachen Boden hat. Durch die Abflachung des unteren Rumpfprofils ist die Schiffbarkeit in flachen Gewässern möglich. Die Eintauchtiefe des Rumpfes (Unterwasserschiff) ist somit geringer, als wenn ein Kiel vorhanden wäre. In Norddeutschland fand dieser Bootstyp bis in das 19. Jahrhundert vornehmlich Verwendung im Transport des in den Mooren gestochenen Torfs über die eigens dafür angelegten Kanäle. Der Vortrieb erfolgte dabei durch das Staken von Hand. Im 18. Jahrhundert wurde dieser Bootstyp auch für militärische Zwecke verwendet.

## Arten
Typische Flachboottypen sind:
- Plattbodenschiff (Windkraft / Segel) für den Einsatz im Wattenmeer
- Kahn (Motor-/Muskelkraft)
- Sumpfboot (Vortrieb durch einen Luftpropeller)
- Schlauchboot (Motor-/Muskelkraft)

Andere Flachboottypen können auch eine Reling und Aufbauten haben.